# Diaphanodon friisii
Diaphanodon friisii là một loài rêu trong họ Trachypodaceae. Loài này được Bizot & Lewinsky mô tả khoa học đầu tiên năm 1978.